# Aleksandrówka (Orzechówka)
Aleksandrówka – część wsi Orzechówka w Polsce, położona w  województwie świętokrzyskim, w powiecie kieleckim, w gminie Bodzentyn
W latach 1975–1998 Aleksandrówka administracyjnie należała do województwa kieleckiego.